# 알렉상드르 데스플라
알렉상드르 데스플라(Alexandre Desplat, 1961년 8월 23일 ~ )는 프랑스의 영화 음악 작곡가로, 파리 출신이다. 아버지는 프랑스인, 어머니는 그리스 사람이다. 어린 시절부터 피아노, 플루트, 트럼펫을 연주하기 시작하였다. 1990년대 초 프랑스에서 많은 영화와 TV에서 음악을 담당하였고, 2000년대에 들어서는 할리우드 영화와 영국 영화의 음악도 다루게 된다.

## 음악
- 작은 아씨들(2019)